# Bélgica na Segunda Guerra Mundial

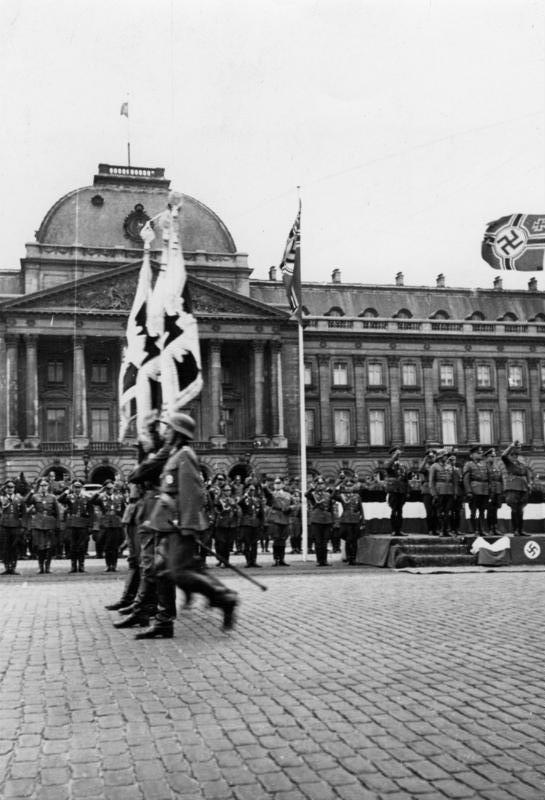
Soldados alemães desfilam em frente ao Palácio Real em Bruxelas, 1940

Embora a Bélgica, assim como suas colônias, tivesse se declarado neutra na Segunda Guerra Mundial, o país foi invadido por forças alemães, logo no início do conflito, em 10 de maio de 1940. Após 18 dias de combate, as forças belgas foram empurradas para um pequeno bolsão, no nordeste do país, onde se renderam aos alemães, em  28 de maio, marcando o início de uma ocupação que duraria até 1944. A rendição  foi ordenada pelo rei Leopoldo III, sem consulta ao seu governo, o que provocaria uma crise política no Pós-guerra. Apesar da capitulação, muitos belgas fugiram para o Reino Unido, onde formaram  um governo no exílio e um exército que combateu o Eixo. 
O Congo Belga  manteve-se leal ao governo  exilado em Londres e contribuiu com recursos materiais e humanos muito significativos para o esforço de guerra aliado. Mas, enquanto muitos belgas se envolveram na resistência armada e passiva às forças alemãs, outros optaram por colaborar com o invasor. Grupos políticos alinhados ao nazismo permitiram que o exército alemão recrutasse duas divisões das Waffen-SS na Bélgica, contribuindo para a perseguição nazista a judeus belgas, que resultou em quase 25 000 mortos. 
Quase todo o país foi libertado pelos Aliados entre setembro e outubro de 1944, sendo que apenas as áreas do extremo leste permaneceram ocupadas até o início de 1945. Durante o conflito, morreram aproximadamente 88.000 pessoas (cerca de 1,05% da população belga existente em 1940), e a Bélgica perdeu cerca de 8% do seu PIB.